# Biele jazero
Biele jazero je přírodní rezervace v oblasti Latorica.
Nachází se v katastrálním území obce Malý Horeš v okrese Trebišov v Košickém kraji. Území bylo vyhlášeno či novelizováno v roce 1988 na rozloze 7,1977 ha. Ochranné pásmo nebylo stanoveno.